# Qualificazioni al campionato europeo maschile under 21 di calcio 2017 - Gruppo 3

## Classifica
| Squadra          | P.ti | G | V | N | P | F  | S  | DR |
| ---------------- | ---- | - | - | - | - | -- | -- | -- |
| Islanda          | 15   | 7 | 4 | 3 | 0 | 9  | 3  | +6 |
| Macedonia        | 15   | 8 | 4 | 3 | 1 | 9  | 7  | +2 |
| Francia          | 14   | 8 | 4 | 2 | 2 | 12 | 6  | +6 |
| Scozia           | 8    | 7 | 2 | 2 | 3 | 8  | 9  | -1 |
| Ucraina          | 7    | 7 | 2 | 1 | 4 | 5  | 9  | -4 |
| Irlanda del Nord | 1    | 7 | 0 | 1 | 6 | 5  | 12 | -7 |

## Risultati
| Arbitro: | Tore Hansen |

|                                    |           |  |
| Ómarsson 55’ Gunnlaugsson 61’, 67’ | Marcatori |  |

| Arbitro: | Gil Manzano |

|                                              |           |                      |
| Sigurjónsson 10’, 85’ (rig.) Hermannsson 48’ | Marcatori | 39’ Laporte 90’ Kyei |

| Arbitro: | Andris Treimanis |

|            |           |                         |
| Kennedy 7’ | Marcatori | 33’ Christie 61’ Fraser |

| Arbitro: | Daniel Stefański |

|               |           |  |
| Radeski 90+3’ | Marcatori |  |

| Arbitro: | Mohammed Al-Hakim |

|                |           |            |
| Þrándarson 37’ | Marcatori | 2’ Johnson |

| Arbitro: | Adrien Jaccottet |

|  |           |                  |
|  | Marcatori | 71’ Vilhjálmsson |

| Arbitro: | Marco Guida |

|            |           |                                |
| King 90+1’ | Marcatori | 11’ (aug) Kingsley 53’ Tolisso |

| Arbitro: | Andreas Pappas |

|                      |           |  |
| Lemar 70’ Rabiot 77’ | Marcatori |  |

| Aberdeen 13 ottobre 2015, ore 18:45 UTC+0 | Scozia        | 0 – 0 referto | Islanda | Pittodrie\| Arbitro: \| István Kovács \| |
| Arbitro:                                  | István Kovács |               |         |                                          |

| Arbitro: | Sándor Szabó |

|             |           |                         |
| Doherty 43’ | Marcatori | 46’ Bardhi 85’ Markoski |

| Arbitro: | Zaven Hovhannisyan |

|              |           |  |
| Crivelli 82’ | Marcatori |  |

| Arbitro: | Nicolas Laforge |

|                           |           |                         |
| Cummings 31’ Paterson 37’ | Marcatori | 26’ Chljobas 83’ Svatok |

| Arbitro: | Vitali Meshkov |

|                         |           |                         |
| Angelov 19’ Radeski 40’ | Marcatori | 65’ Haller 72’ N'Koudou |

| Arbitro: | Ognjen Valjić |

|              |           |                    |
| McCartan 53’ | Marcatori | 64’, 73’ Kovalenko |

| Skopje 24 marzo 2016, ore 20:30 UTC+0 | Macedonia  | 0 – 0 referto | Islanda | FFM Training Centre\| Arbitro: \| Neil Doyle \| |
| Arbitro:                              | Neil Doyle |               |         |                                                 |

| Arbitro: | Nikola Dabanović |

|                 |           |  |
| Haller 69’, 74’ | Marcatori |  |

| Arbitro: | Mads-Kristoffer Kristoffersen |

|                     |           |             |
| Bejtulai 27’ (aut.) | Marcatori | 15’ Angelov |

| Arbitro: | Craig Pawson |

|                                |           |              |
| McBurnie 58’ Cummings 64’, 78’ | Marcatori | 13’ McCartan |

| Arbitro: | Rahim Hasanov |

|  |           |                        |
|  | Marcatori | 17’ Radeski 56’ Demiri |

| 2 settembre 2016 | Scozia | 0 – 1 referto | Macedonia |  |

| 2 settembre 2016                               | Irlanda del Nord | 0 – 1 referto | Islanda |  |
| \| \| \| \| \| \| Marcatori \| 87’ Aegisson \| |                  |               |         |  |
|                                                |                  |               |         |  |
|                                                | Marcatori        | 87’ Aegisson  |         |  |

| 2 settembre 2016 | Ucraina | 1 – 0 referto | Francia |  |

| Caen 6 settembre 2016 | Francia | 2 – 0 referto | Islanda | Michel-D'Ornano |

| Kiev 6 settembre 2016 | Ucraina | 4 – 0 referto | Scozia | Obolon |

| Skopje 6 settembre 2016 | Macedonia | 2 – 0 referto | Irlanda del Nord |  |

| Reykjavík 5 ottobre 2016 | Islanda | 2 – 0 referto | Scozia | Vikingsvöllur |

| Kiev 6 ottobre 2016 | Ucraina | 1 – 1 referto | Irlanda del Nord | Obolon |

| Skopje 8 ottobre 2016 | Macedonia | 2 – 0 referto | Scozia |  |

| Belfast 11 ottobre 2016 | Irlanda del Nord | 0 – 3 referto | Francia | Windsor Park |

| 11 ottobre 2016 | Islanda | 2 – 4 referto | Ucraina |  |